# Luís Alves de Lima e Silva
Luís Alves de Lima e Silva, duca di Caxias (Porto da Estrela, 25 agosto 1803 – Desengano, 7 maggio 1880), è stato un militare e politico brasiliano.
Fu tre volte presidente del Consiglio dei Ministri e comandò l'esercito brasiliano durante la guerra della Triplice Alleanza.

## Biografia
Discendente da una famiglia di tradizioni militari, Luís Alves de Lima e Silva nacque in una fattoria di Porto da Estrela, odierna Duque de Caxias, il 25 agosto 1803; il padre, Francisco de Lima e Silva, diverrà in seguito reggente dell'Impero prima del raggiungimento della maggiore età da parte di Pietro II. A soli 5 anni entrò nell'esercito del Regno Unito di Portogallo, Brasile e Algarve, fu accolto nell'Accademia Militare nel 1818 e nel 1822 divenne ufficiale della guardia imperiale di Pietro I.

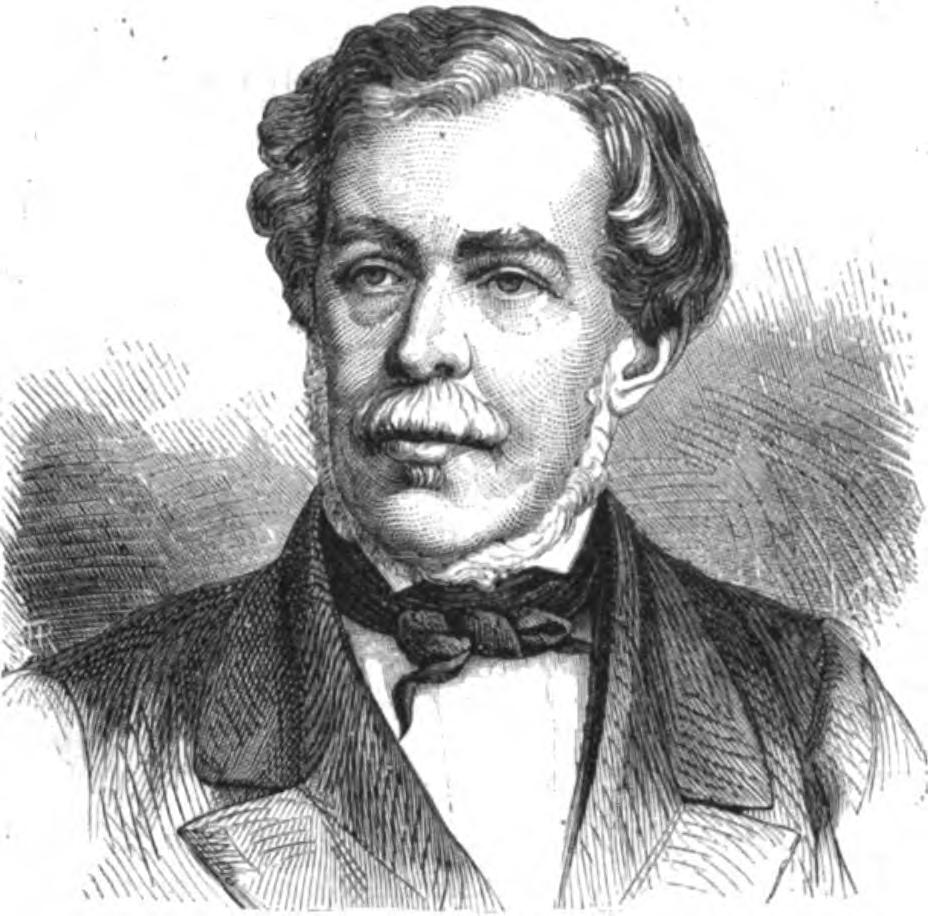
Luís Alves de Lima e Silva, Marchese di Caxias..

De Lima e Silva ebbe il suo battesimo del fuoco nel 1823, quando sedò una rivolta contro l'indipendenza brasiliana a Bahía; dopo lo scoppio della guerra Cisplatina (1825 - 1828) si fece notare come giovane ufficiale per coraggio e capacità di comando. Il titolo di Barone di Caxias gli fu assegnato dopo che ebbe represso la ribellione passata alla storia con il nome di Balaiada nello Stato di Maranhão.
I successi militari lo portarono alla nomina alla presidenza dello Stato di Rio Grande do Sul, scosso dalla guerra civile fin dal 1835; Luís Alves de Lima e Silva riuscì a riappacificare il territorio guadagnandosi la stima dei comandanti nemici sconfitti e riuscì così a dichiarare la fine delle ostilità nel 1845. Nominato comandante in capo dell'esercito brasiliano, guidò le spedizioni militari in Uruguay nel 1851 e in Argentina nel 1852, guadagnandosi il titolo nobiliare di Marchese di Caxias.
Nel 1855 divenne Ministro della Guerra, incarico a cui aggiunse l'anno seguente quello di Presidente del Consiglio dei Ministri, che mantenne fino al 1857; de Lima tornò ad esercitare le funzioni di Primo Ministro tra il 1861 e il 1862.
Lo scoppio della guerra della Triplice Alleanza nel 1864 lo trovò ancora a capo delle forze brasiliane; cedette formalmente il comando dell'esercito alleato al presidente argentino Bartolomé Mitre fino alla disastrosa battaglia di Curupayty e lo riprese all'inizio del 1867, in tempo per sfondare le difese nemiche ed occupare Asunción nel gennaio del 1869. Nello stesso anno gli fu consegnato il titolo nobiliare più alto mai concesso nell'Impero del Brasile, quello di Duca di Caxias.
Con la guerra ormai vinta, Luís Alves de Lima e Silva abbandonò il Paraguay mentre infuriavano gli ultimi scontri armati, tornando alla politica; guidò un nuovo gabinetto tra il 1875 e il 1878, prima di ritirarsi definitivamente a vita privata. Morì nella sua fattoria di Desengano, a Valença, il 7 maggio 1880; il giorno della sua nascita fu proclamato "giorno del soldato" a partire dal 1953.